# Epistula ad Carpianum

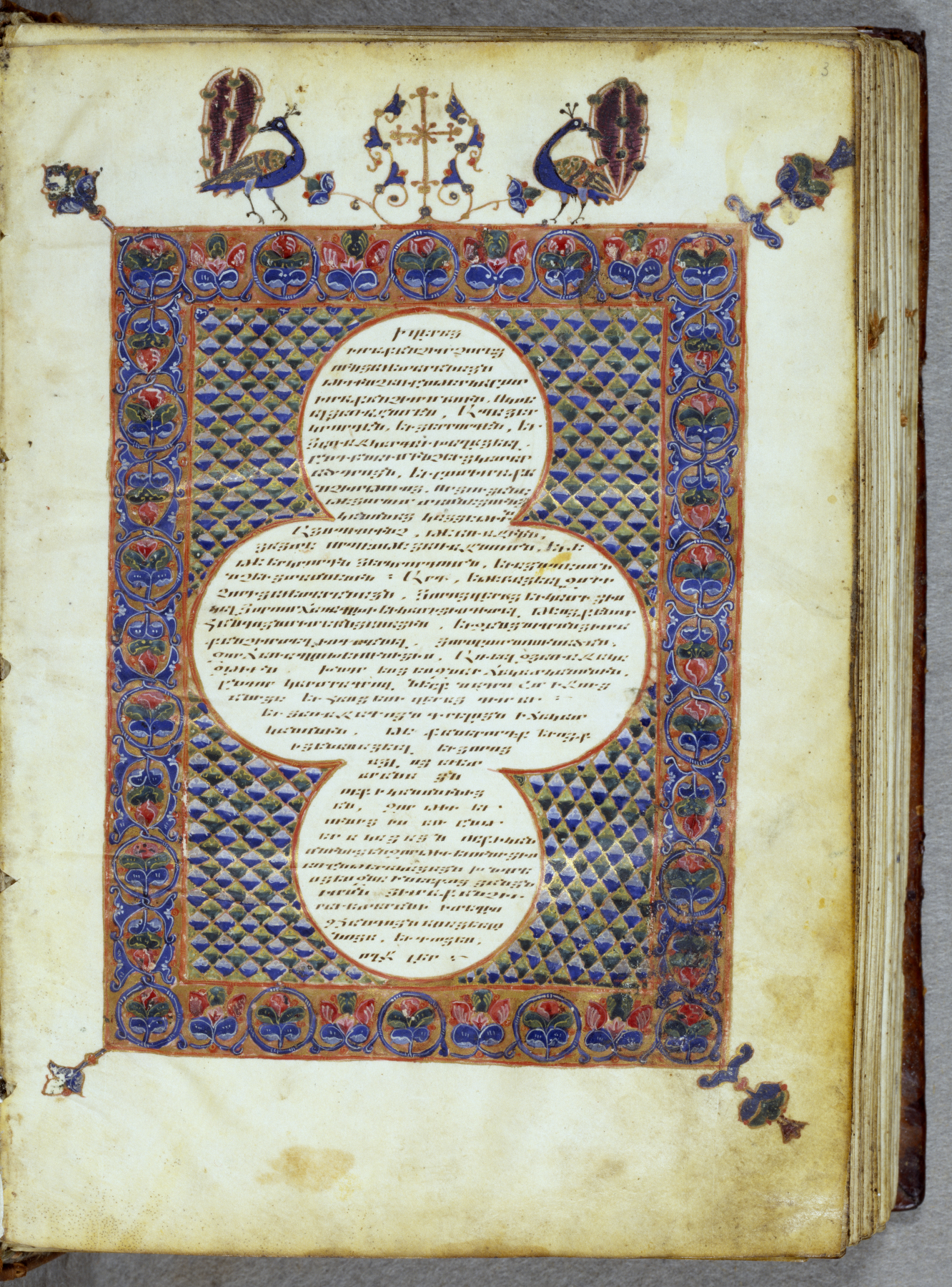
Armeens handschrift van de Epistula ad Carpianum

Epistula ad Carpianum (Epistel aan Carpianus) is de traditionele titel van een brief van Eusebius van Caesarea aan een christen met de naam Carpianus, over de Bijbelse evangeliën.
Eusebius legt in deze brief het systeem van zijn synopsis van de evangeliën uit, de Canons van Eusebius. De vier evangeliën zijn in genummerde stukken (secties of perikopen) ingedeeld.
Volgens de brief van Eusebius baseerde hij zich op het werk van Ammonius van Alexandrië, die heel wat werk verrichtte om naast de evangelietekst van Matteüs de parallelle secties uit de andere evangeliën te noteren. Deze indeling in secties ("De secties van Ammonius") draagt nog steeds zijn naam. Matteüs wordt ingedeeld in 355 secties, Markus in 236, Lucas 342, en Johannes 232 – een totaal van 1165 secties). 
De opeenvolgende nummers van deze 1165 "Ammonische Secties" werden per sectie bovenaan in de marge van een manuscript aangegeven.
Een tweede nummer, dat met gekleurde inkt werd genoteerd, verwees naar een van tien tabellen (de canons van Eusebius). In deze tabellen staan verwijzingen naar parallelle perikopen naast elkaar genoteerd.
Op de beginbladzijden van een aantal oude Bijbelhandschriften staat een afschrift van deze brief, samen met de Canons van Eusebius. (Bijvoorbeeld: Codex Campianus, en de Minuskels 65, 108, 109, 112, 113, 114, 117, enz.). De brief staat ook in moderne edities van het Griekse Nieuwe Testament.